# Tomás Pineda
Tomás Ernesto Pineda Nieto, né le 21 janvier 1946 à Santa Ana au Salvador, est un joueur de football international salvadorien, qui évoluait au poste de gardien de but.

## Biographie

### Carrière en club
Tomás Pineda joue en faveur de l'Universidad El Salvador, de l'Alianza Fútbol Club, de la Juventud Olímpica, et enfin du Luis Ángel Firpo.
Avec la Juventud Olímpica, il remporte un titre de champion du Salvador.

### Carrière en sélection
Avec l'équipe du Salvador, il joue entre 1970 et 1976. 
Il figure dans le groupe des sélectionnés lors de la Coupe du monde de 1970. Lors du mondial organisé au Mexique, il ne joue aucun match. Il dispute toutefois deux matchs contre le Panama comptant pour les tours préliminaires du mondial 1978.

## Palmarès
| Alianza - Championnat du Salvador : - Vice-champion : 1971. |  | Juventud Olímpica - Championnat du Salvador (1) : - Champion : 1973. - Vice-champion : 1972. |